# NGC 5854
NGC 5854 este o galaxie lenticulară situată în constelația Fecioara. A fost descoperită în 24 februarie 1786 de către William Herschel. Se află la o distanță de 26,2 de megaparseci de Pământ.